# 左座養傳
左座 養傳（さざ ようでん、1886年2月 - 没年不詳）は、日本、関東州の裁判官。

## 経歴
漢方医左座泰貞の二男として福岡県早良郡原村（現・福岡市早良区原）に生まれる。1906年福岡県立中学修猷館、1911年7月第五高等学校英語法律科を経て、1916年7月東京帝国大学法科大学法律学科（英法）を卒業。
卒業後、鉄道院に入るが、1917年5月司法官試補となり、神戸地方裁判所に勤務、1918年11月判事となり、1919年1月奈良地方裁判所に転じた。1920年9月関東庁高等法院兼地方法院判官に任じられ、高等法院覆審部兼上告部判官を務めた。
その後、1928年福山区裁判所監督判事、遠野区裁判所判事、1939年萩区裁判所判事を歴任した。